# ATP-toernooi van Miami
Het ATP-toernooi van Miami is een jaarlijks terugkerend tennistoernooi voor mannen dat wordt georganiseerd in de Amerikaanse plaats Miami Gardens in Miami. De officiële naam van het toernooi is de Miami Open presented by Itaú.
Tegelijkertijd met dit toernooi wordt op dezelfde locatie het WTA-toernooi van Miami voor de vrouwen gehouden.
Het toernooi duurt twaalf dagen en kent een uitgebreider deelnemersveld dan de lagere WTA en ATP toernooien. 96 mannen en 96 vrouwen doen mee aan het enkelspel. De 32 geplaatste spelers krijgen een bye, zodat ze gelijk doorstromen naar de tweede ronde. 32 mannen en vrouwenduo's doen mee aan het dubbelspel. Alle wedstrijden gaan om de best-of-three.
Het toernooi vond voor het eerst plaats in 1985. Deze editie had plaats in Delray Beach en het jaar daarop was Boca Raton de plaats van handeling. Van 1987 tot en met 2018 werd gespeeld op de accommodatie van het Crandon Park in Key Biscayne, 12 km van Miami. In 2019 is het toernooi verplaatst naar Miami Gardens, en ontrolt het zich op het Hard Rock Stadium. De ondergrond is altijd hardcourt geweest.

## Finales
De Amerikaan Andre Agassi heeft het toernooi zesmaal gewonnen, net als Novak Đoković. Hiermee voeren zij de recordlijst aan voor Roger Federer die vier overwinningen op zijn naam heeft staan.
De Nederlander Richard Krajicek won het toernooi in 1999.

### Enkelspel
| Datum      | Naam                              | Categorie              | ($)          | Winnaar                                | Verliezend finalist                    | Uitslag                                |                                        |
| ---------- | --------------------------------- | ---------------------- | ------------ | -------------------------------------- | -------------------------------------- | -------------------------------------- | -------------------------------------- |
| 04-02-1985 | Lipton Int. Players Championships |                        | $ 750.000    | Tim Mayotte                            | Scott Davis                            | 4-6, 4-6, 6-3, 6-2, 6-4                | Details                                |
| 10-02-1986 | Lipton Int. Players Championships |                        | $ 750.000    | Ivan Lendl (1)                         | Mats Wilander                          | 3-6, 6-1, 7-6(5), 6-4                  | Details                                |
| 23-02-1987 | Lipton Int. Players Championships |                        | $ 750.000    | Miloslav Mečíř                         | Ivan Lendl                             | 7-5, 6-2, 7-5                          | Details                                |
| 14-03-1988 | Lipton Int. Players Championships |                        | $ 734.000    | Mats Wilander                          | Jimmy Connors                          | 6-4, 4-6, 6-4, 6-4                     | Details                                |
| 20-03-1989 | Lipton Int. Players Championships |                        | $ 745.000    | Ivan Lendl (2)                         | Thomas Muster                          | Walk-over                              | Details                                |
| 12-03-1990 | Lipton Int. Players Championships | Championship Series SW | $ 1.200.000  | Andre Agassi (1)                       | Stefan Edberg                          | 6-1, 6-4, 0-6, 6-2                     | Details                                |
| 11-03-1991 | Lipton Int. Players Championships | Championship Series SW | $ 1.200.000  | Jim Courier                            | David Wheaton                          | 4-6, 6-3, 6-4                          | Details                                |
| 09-03-1992 | Lipton Int. Players Championships | Championship Series SW | $ 1.325.000  | Michael Chang                          | Alberto Mancini                        | 6-3, 6-4, 7-5                          | Details                                |
| 08-03-1993 | Lipton Int. Players Championships | Super 9                | $ 1.400.000  | Pete Sampras (1)                       | MaliVai Washington                     | 6-3, 6-2                               | Details                                |
| 07-03-1994 | Lipton Int. Players Championships | Super 9                | $ 1.625.000  | Pete Sampras (2)                       | Andre Agassi                           | 5-7, 6-3, 6-3                          | Details                                |
| 13-03-1995 | Lipton Int. Players Championships | Super 9                | $ 2.250.000  | Andre Agassi (2)                       | Pete Sampras                           | 3-6, 6-2, 7-6(3)                       | Details                                |
| 18-03-1996 | Lipton Int. Players Championships | Super 9                | $ 2.300.000  | Andre Agassi (3)                       | Goran Ivanišević                       | 3-0, opgave                            | Details                                |
| 17-03-1997 | Lipton Int. Players Championships | Super 9                | $ 2.450.000  | Thomas Muster                          | Sergi Bruguera                         | 7-6(6), 6-3, 6-1                       | Details                                |
| 16-03-1998 | Lipton Int. Players Championships | Super 9                | $ 2.450.000  | Marcelo Ríos                           | Andre Agassi                           | 7-5, 6-3, 6-4                          | Details                                |
| 15-03-1999 | Lipton Int. Players Championships | Super 9                | $ 2.450.000  | Richard Krajicek                       | Sébastien Grosjean                     | 4-6, 6-1, 6-2, 7-5                     | Details                                |
| 20-03-2000 | Ericsson Open                     | Masters Series         | $ 2.700.000  | Pete Sampras (3)                       | Gustavo Kuerten                        | 6-1, 6-7(2), 7-6(5), 7-6(8)            | Details                                |
| 19-03-2001 | Ericsson Open                     | Masters Series         | $ 2.900.000  | Andre Agassi (4)                       | Jan-Michael Gambill                    | 7-6(4), 6-1, 6-0                       | Details                                |
| 18-03-2002 | NASDAQ-100 Open                   | Masters Series         | $ 3.075.000  | Andre Agassi (5)                       | Roger Federer                          | 6-3, 6-3, 3-6, 6-4                     | Details                                |
| 17-03-2003 | NASDAQ-100 Open                   | Masters Series         | $ 3.000.000  | Andre Agassi (6)                       | Carlos Moyà                            | 6-3, 6-3                               | Details                                |
| 22-03-2004 | NASDAQ-100 Open                   | Masters Series         | $ 3.200.000  | Andy Roddick (1)                       | Guillermo Coria                        | 6-7, 6-3, 6-1, opgave                  | Details                                |
| 21-03-2005 | NASDAQ-100 Open                   | Masters Series         | $ 3.200.000  | Roger Federer (1)                      | Rafael Nadal                           | 2-6, 6-7(4), 7-6(5), 6-3, 6-1          | Details                                |
| 20-03-2006 | NASDAQ-100 Open                   | Masters Series         | $ 3.200.000  | Roger Federer (2)                      | Ivan Ljubičić                          | 7-6(5), 7-6(4), 7-6(6)                 | Details                                |
| 19-03-2007 | Sony Ericsson Open                | Masters Series         | $ 3.200.000  | Novak Đoković (1)                      | Guillermo Cañas                        | 6-3, 6-2, 6-4                          | Details                                |
| 24-03-2008 | Sony Ericsson Open                | Masters Series         | $ 3.520.000  | Nikolaj Davydenko                      | Rafael Nadal                           | 6-4, 6-2                               | Details                                |
| 23-03-2009 | Sony Ericsson Open                | Masters 1000           | $ 3.645.000  | Andy Murray (1)                        | Novak Đoković                          | 6-2, 7-5                               | Details                                |
| 04-04-2010 | Sony Ericsson Open                | Masters 1000           | $ 3.645.000  | Andy Roddick (2)                       | Tomáš Berdych                          | 7-5, 6-4                               | Details                                |
| 03-04-2011 | Sony Ericsson Open                | Masters 1000           | $ 3.645.000  | Novak Đoković (2)                      | Rafael Nadal                           | 4-6, 6-3, 7-6(4)                       | Details                                |
| 01-04-2012 | Sony Ericsson Open                | Masters 1000           | $ 3.973.050  | Novak Đoković (3)                      | Andy Murray                            | 6-1, 7-6(4)                            | Details                                |
| 31-03-2013 | Sony Open Tennis                  | Masters 1000           | $ 4.330.625  | Andy Murray (2)                        | David Ferrer                           | 2-6, 6-4, 7-6(1)                       | Details                                |
| 23-03-2014 | Sony Open Tennis                  | Masters 1000           | $ 4.720.380  | Novak Đoković (4)                      | Rafael Nadal                           | 6-3, 6-3                               | Details                                |
| 05-04-2015 | Miami Open presented by Itaú      | Masters 1000           | $ 5.381.235  | Novak Đoković (5)                      | Andy Murray                            | 7-6(3), 4-6, 6-0                       | Details                                |
| 03-04-2016 | Miami Open presented by Itaú      | Masters 1000           | $ 6.134.605  | Novak Đoković (6)                      | Kei Nishikori                          | 6-3, 6-3                               | Details                                |
| 02-04-2017 | Miami Open presented by Itaú      | Masters 1000           | $ 6.993.450  | Roger Federer (3)                      | Rafael Nadal                           | 6-3, 6-4                               | Details                                |
| 01-04-2018 | Miami Open presented by Itaú      | Masters 1000           | $ 7.972.535  | John Isner                             | Alexander Zverev                       | 6-7(4), 6-4, 6-4                       | Details                                |
| 31-03-2019 | Miami Open presented by Itaú      | Masters 1000           | $ 8.359.455  | Roger Federer (4)                      | John Isner                             | 6-1, 6-4                               | Details                                |
| 05-04-2020 | Miami Open presented by Itaú      | Masters 1000           | $ 8.761.725  | Geen toernooi wegens de coronapandemie | Geen toernooi wegens de coronapandemie | Geen toernooi wegens de coronapandemie | Geen toernooi wegens de coronapandemie |
| 04-04-2021 | Miami Open presented by Itaú      | Masters 1000           | $ 4.299.205  | Hubert Hurkacz                         | Jannik Sinner                          | 7-6(4), 6-4                            | Details                                |
| 03-04-2022 | Miami Open presented by Itaú      | Masters 1000           | $ 8.584.055  | Carlos Alcaraz                         | Casper Ruud                            | 7-5, 6-4                               | Details                                |
| 02-04-2023 | Miami Open presented by Itaú      | Masters 1000           | $ 8.800.000  | Daniil Medvedev                        | Jannik Sinner                          | 7-5, 6-3                               | Details                                |
| 31-03-2024 | Miami Open presented by Itaú      | Masters 1000           | $ 8.995.555  | Jannik Sinner                          | Grigor Dimitrov                        | 6-3, 6-1                               | Details                                |
| 30-03-2025 | Miami Open presented by Itaú      | Masters 1000           | $ 11.000.535 | Jakub Menšík                           | Novak Đoković                          | 7-6(4), 7-6(4)                         | Details                                |

### Dubbelspel
Het Amerikaanse duo Bob Bryan en Mike Bryan heeft het toernooi zes keer op hun naam geschreven, een record.
Het Nederlandse duo Richard Krajicek en Jan Siemerink won het toernooi in 1993. Het jaar erop werden zij opgevolgd door alweer een Nederlands stel: Paul Haarhuis en Jacco Eltingh. Dit laatste duo bereikte het jaar erop (1995) de finale, maar verloor deze.
| Datum      | Naam                              | Categorie              | ($)          | Winnaars                                   | Verliezend finalisten                     | Uitslag                                |                                        |
| ---------- | --------------------------------- | ---------------------- | ------------ | ------------------------------------------ | ----------------------------------------- | -------------------------------------- | -------------------------------------- |
| 04-02-1985 | Lipton Int. Players Championships |                        | $ 750.000    | Paul Annacone (1) Christo Van Rensburg (1) | Sherwood Stewart Kim Warwick              | 7-6, 7-5, 6-4                          | Details                                |
| 10-02-1986 | Lipton Int. Players Championships |                        | $ 750.000    | Brad Gilbert Vincent Van Patten            | Stefan Edberg Anders Järryd               | Opgave                                 | Details                                |
| 23-02-1987 | Lipton Int. Players Championships |                        | $ 750.000    | Paul Annacone (2) Christo Van Rensburg (2) | Ken Flach Robert Seguso                   | 6-2, 6-4, 6-4                          | Details                                |
| 14-03-1988 | Lipton Int. Players Championships |                        | $ 734.000    | John Fitzgerald Anders Järryd (1)          | Ken Flach Robert Seguso                   | 7-6, 6-1, 7-5                          | Details                                |
| 20-03-1989 | Lipton Int. Players Championships |                        | $ 745.000    | Jakob Hlasek Anders Järryd (2)             | Jim Grabb Patrick McEnroe                 | 6-3, opgave                            | Details                                |
| 12-03-1990 | Lipton Int. Players Championships | Championship Series SW | $ 1.200.000  | Rick Leach Jim Pugh                        | Boris Becker Cassio Motta                 | 6-4, 3-6, 6-3                          | Details                                |
| 11-03-1991 | Lipton Int. Players Championships | Championship Series SW | $ 1.200.000  | Wayne Ferreira Piet Norval                 | Ken Flach Robert Seguso                   | 5-7, 7-6 (7-3), 6-2                    | Details                                |
| 09-03-1992 | Lipton Int. Players Championships | Championship Series SW | $ 1.325.000  | Ken Flach Todd Witsken                     | Kent Kinnear Sven Salumaa                 | 6-4, 6-3                               | Details                                |
| 08-03-1993 | Lipton Int. Players Championships | Super 9                | $ 1.400.000  | Richard Krajicek Jan Siemerink             | Jonathan Stark Patrick McEnroe            | 6-7, 6-4, 7-6                          | Details                                |
| 07-03-1994 | Lipton Int. Players Championships | Super 9                | $ 1.625.000  | Jacco Eltingh Paul Haarhuis                | Mark Knowles Jared Palmer                 | 7-6, 7-6                               | Details                                |
| 13-03-1995 | Lipton Int. Players Championships | Super 9                | $ 2.250.000  | Todd Woodbridge (1) Mark Woodforde (1)     | Jacco Eltingh Paul Haarhuis               | 6-3, 7-6                               | Details                                |
| 18-03-1996 | Lipton Int. Players Championships | Super 9                | $ 2.300.000  | Todd Woodbridge (2) Mark Woodforde (2)     | Wayne Ferreira Patrick Galbraith          | 6-1, 6-3                               | Details                                |
| 17-03-1997 | Lipton Int. Players Championships | Super 9                | $ 2.450.000  | Todd Woodbridge (3) Mark Woodforde (3)     | Mark Knowles Daniel Nestor                | 7-6, 7-6                               | Details                                |
| 16-03-1998 | Lipton Int. Players Championships | Super 9                | $ 2.450.000  | Ellis Ferreira Rick Leach                  | Jonathan Stark Alex O'Brien               | 6-2, 6-4                               | Details                                |
| 15-03-1999 | Lipton Int. Players Championships | Super 9                | $ 2.450.000  | Sandon Stolle Wayne Black                  | Boris Becker Jan-Michael Gambill          | 4-6, 6-1, 6-2, 7-5                     | Details                                |
| 20-03-2000 | Ericsson Open                     | Masters Series         | $ 2.700.000  | Todd Woodbridge (4) Mark Woodforde (4)     | Martin Damm Dominik Hrbatý                | 6-3, 6-4                               | Details                                |
| 19-03-2001 | Ericsson Open                     | Masters Series         | $ 2.900.000  | David Rikl Jiří Novák                      | Todd Woodbridge Jonas Björkman            | 7-5, 7-6(3)                            | Details                                |
| 18-03-2002 | NASDAQ-100 Open                   | Masters Series         | $ 3.075.000  | Mark Knowles Daniel Nestor                 | Donald Johnson Jared Palmer               | 6-3, 3-6, 6-1                          | Details                                |
| 17-03-2003 | NASDAQ-100 Open                   | Masters Series         | $ 3.000.000  | Roger Federer Maks Mirni (1)               | David Rikl Leander Paes                   | 7-5, 6-3                               | Details                                |
| 22-03-2004 | NASDAQ-100 Open                   | Masters Series         | $ 3.200.000  | Kevin Ullyett Wayne Black                  | Todd Woodbridge Jonas Björkman            | 6-2, 7-6(12)                           | Details                                |
| 21-03-2005 | NASDAQ-100 Open                   | Masters Series         | $ 3.200.000  | Maks Mirni (2) Jonas Björkman (1)          | Kevin Ullyett Wayne Black                 | 6-1, 6-2                               | Details                                |
| 20-03-2006 | NASDAQ-100 Open                   | Masters Series         | $ 3.200.000  | Maks Mirni (3) Jonas Björkman (2)          | Bob Bryan Mike Bryan                      | 6-4, 6-4                               | Details                                |
| 19-03-2007 | Sony Ericsson Open                | Masters Series         | $ 3.200.000  | Mike Bryan (1) Bob Bryan (1)               | Martin Damm Leander Paes                  | 6-4, 6-4                               | Details                                |
| 24-03-2008 | Sony Ericsson Open                | Masters Series         | $ 3.520.000  | Mike Bryan (2) Bob Bryan (2)               | Mark Knowles Mahesh Bhupathi              | 6-2, 6-2                               | Details                                |
| 23-03-2009 | Sony Ericsson Open                | Masters 1000           | $ 3.645.000  | Andy Ram Maks Mirni (4)                    | Ashley Fisher Stephen Huss                | 6-7(4), 6-2, [10-7]                    | Details                                |
| 04-04-2010 | Sony Ecrisson Open                | Masters 1000           | $ 3.645.000  | Lukáš Dlouhý Leander Paes (1)              | Mahesh Bhupathi Maks Mirni                | 6-2 7-5                                | Details                                |
| 03-04-2011 | Sony Ecrisson Open                | Masters 1000           | $ 3.645.000  | Mahesh Bhupathi Leander Paes (2)           | Maks Mirni Daniel Nestor                  | 6-7(5), 6-2, [10-5]                    | Details                                |
| 01-04-2012 | Sony Ericsson Open                | Masters 1000           | $ 3.973.050  | Leander Paes (3) Radek Štěpánek            | Maks Mirni Daniel Nestor                  | 3-6, 6-1, [10-8]                       | Details                                |
| 31-03-2013 | Sony Open Tennis                  | Masters 1000           | $ 4.330.625  | Aisam-ul-Haq Qureshi Jean-Julien Rojer     | Mariusz Fyrstenberg Marcin Matkowski      | 6-4, 6-1                               | Details                                |
| 23-03-2014 | Sony Open Tennis                  | Masters 1000           | $ 4.720.380  | Bob Bryan (3) Mike Bryan (3)               | Juan Sebastián Cabal Robert Farah Maksoud | 7-6(8), 6-4                            | Details                                |
| 05-04-2015 | Miami Open presented by Itaú      | Masters 1000           | $ 5.381.235  | Bob Bryan (4) Mike Bryan (4)               | Vasek Pospisil Jack Sock                  | 6-3, 1-6, [10-8]                       | Details                                |
| 03-04-2016 | Miami Open presented by Itaú      | Masters 1000           | $ 6.134.605  | Pierre-Hugues Herbert Nicolas Mahut        | Raven Klaasen Rajeev Ram                  | 5-7, 6-1, [10–7]                       | Details                                |
| 02-04-2017 | Miami Open presented by Itaú      | Masters 1000           | $ 6.993.450  | Łukasz Kubot Marcelo Melo                  | Nicholas Monroe Jack Sock                 | 7-5, 6-3                               | Details                                |
| 31-03-2018 | Miami Open presented by Itaú      | Masters 1000           | $ 7.972.535  | Bob Bryan (5) Mike Bryan (5)               | Karen Chatsjanov Andrej Roebljov          | 4-6, 7-6(5), [10-4]                    | Details                                |
| 30-03-2019 | Miami Open presented by Itaú      | Masters 1000           | $ 8.359.455  | Bob Bryan (6) Mike Bryan (6)               | Wesley Koolhof Stéfanos Tsitsipás         | 7-5, 7-6(8)                            | Details                                |
| 05-04-2020 | Miami Open presented by Itaú      | Masters 1000           | $ 8.761.725  | Geen toernooi wegens de coronapandemie     | Geen toernooi wegens de coronapandemie    | Geen toernooi wegens de coronapandemie | Geen toernooi wegens de coronapandemie |
| 03-04-2021 | Miami Open presented by Itaú      | Masters 1000           | $ 4.299.205  | Nikola Mektić Mate Pavić                   | Daniel Evans Neal Skupski                 | 6-4, 6-4                               | Details                                |
| 02-04-2022 | Miami Open presented by Itaú      | Masters 1000           | $ 8.584.055  | Hubert Hurkacz John Isner                  | Wesley Koolhof Neal Skupski               | 7-6, 6-4                               | Details                                |
| 01-04-2023 | Miami Open presented by Itaú      | Masters 1000           | $ 8.800.000  | Santiago González Édouard Roger-Vasselin   | Austin Krajicek Nicolas Mahut             | 7-6(4), 7-5                            | Details                                |
| 30-03-2024 | Miami Open presented by Itaú      | Masters 1000           | $ 8.995.555  | Rohan Bopanna Matthew Ebden                | Ivan Dodig Austin Krajicek                | 6-7(3), 6-3, [10-6]                    | Details                                |
| 29-03-2025 | Miami Open presented by Itaú      | Masters 1000           | $ 11.000.535 | Marcelo Arévalo Mate Pavić                 | Julian Cash Lloyd Glasspool               | 7-6(3), 6-3                            | Details                                |

### Gemengd dubbelspel
Bij de eerste versie van het toernooi in 1985 werd ook een gemengd dubbeltoernooi georganiseerd. Dit werd gewonnen door het Zwitsers/Tsjechoslowaakse duo Heinz Günthardt / Martina Navrátilová.

## Statistieken

### Meeste enkelspeltitels
| Aantal titels | Speler        | Jaren                              |
| ------------- | ------------- | ---------------------------------- |
| 6             | Andre Agassi  | 1990, 1995, 1996, 2001, 2022, 2003 |
| 6             | Novak Đoković | 2007, 2011, 2012, 2014, 2015, 2016 |
| 4             | Roger Federer | 2005, 2006, 2017, 2019             |
| 3             | Pete Sampras  | 1993, 1994, 2000                   |
| 2             | Ivan Lendl    | 1986, 1989                         |
| 2             | Andy Roddick  | 2004, 2010                         |
| 2             | Andy Murray   | 2009, 2013                         |

(Bijgewerkt t/m 2025)

### Meeste enkelspeltitels per land
| Aantal titels | Land                |
| ------------- | ------------------- |
| 15            | Verenigde Staten    |
| 6             | Servië              |
| 4             | Zwitserland         |
| 3             | Tsjecho-Slowakije   |
| 2             | Verenigd Koninkrijk |
| 2             | / Rusland           |

(Bijgewerkt t/m 2025)

### Baansnelheid
| Court Pace Index                                     |
| ---------------------------------------------------- |
|                                                      |
| ■ Traag ■ Medium traag ■ Medium ■ Medium snel ■ Snel |

Bron: The Racquet Court Speed Data,  Court Pace Index: Tennis court speeds,
Archief Tennis Warehouse Forum, Nick Lester Twitter

### Toeschouwersaantallen
| Jaar | Toeschouwers | Jaar | Toeschouwers | Jaar | Toeschouwers |
| ---- | ------------ | ---- | ------------ | ---- | ------------ |
| 2004 | 254.055      | 2010 | 312.386      | 2016 | 300.952      |
| 2005 | 263.118      | 2011 | 316.267      | 2017 | 304.643      |
| 2006 | 272.033      | 2012 | 326.131      | 2018 | 303.339      |
| 2007 | 288.025      | 2013 | 307.809      | 2019 | 388.734      |
| 2008 | 297.011      | 2014 | 306.842      |      |              |
| 2009 | 293.228      | 2015 | 308.486      |      |              |

De toeschouwersaantallen zijn inclusief de aantallen van het gelijktijdige WTA-toernooi.

## Trivia
In 2014 werden geen halve finales gespeeld. Zowel Kei Nishikori als Thomas Berdych moesten zich ziek afmelden, Nishikori vanwege een liesblessure en Thomas Berdych vanwege een buikgriep. Het gevolg was dat Rafael Nadal en Novak Djokovic zonder te spelen de finale bereikten. Hiermee heeft dit toernooi een primeur, het is de eerste keer ooit dat tijdens een toernooi een volledige ronde niet is gespeeld.